# Carlos Izquierdo Edwards
Carlos Izquierdo Edwards (Santiago, 21 de marzo de 1896 - 10 de noviembre de 1980) fue un agricultor y político conservador chileno.
Fue hijo de Alberto Izquierdo y Ana Edwards, y contrajo matrimonio con Eugenia Berisso Yávar. Estudió en el Instituto Nacional y en la Escuela Naval Arturo Prat de Valparaíso.

## Actividades Políticas
Militante del Partido Conservador. Fue Regidor de la Municipalidad de San Ignacio de Ñuble (1938-1941).
Fue elegido Diputado por la 16.ª agrupación departamental, correspondiente a las comunas de Chillán, Bulnes y Yungay  (1941-1945), participando de la comisión permanente de Agricultura y Colonización. Reelegido Diputado por la misma agrupación de comunas (1945-1949), integrando en esta oportunidad la comisión de Minería e Industrias.
Fue dos veces más elegido Diputado por la 16.ª agrupación departamental (1949-1953 y 1953-1957), formando parte de las comisiones permanentes de Defensa Nacional y la de Agricultura y Colonización.
Fue nuevamente elegido Regidor de la Municipalidad de San Ignacio (1960-1962).

## Membresías
Fue socio del Club de La Unión, el Club Ñuble y de la Sociedad Nacional de la Agricultura.